# تیم ملی فوتبال زنان انگلستان
تیم ملی فوتبال زنان انگلیس نمایندهٔ زنان این کشور در ردهٔ ملی است.
تیم فوتبال زنان انگلیس در فینال مسابقات جام ملت‌های اروپای زنان در سالهای ۱۹۸۴، ۲۰۰۹ حضور داشته و در سال ۲۰۲۲ به عنوان قهرمانی رسید.